# Vapiti
Vapiti eller wapiti (Cervus canadensis) är ett av de största hjortdjuren i världen och ett av de största däggdjuren i Nordamerika och östra Asien. Bland hjortdjuren är endast älgar större än wapitihjorten. Wapitihjorten är känd för att hannarna utstöter höga läten under parningstiden som påminner om ljudet från trumpeter.
Vapitin är mycket lik kronhjorten. Standardverket Mammal Species of the World från 2005 listade wapitihjorten fortfarande som en underart. Undersökningarna av populationernas mitokondriella DNA (Randi et al. 2001) indikerar däremot att Cervus canadensis och Cervus elaphus är två olika arter. Sedan 2016 godkänns Cervus canadensis av IUCN som art.

## Utseende
I Klippiga bergen blir hanar vanligen 2,3 meter långa (huvud och bål), har en mankhöjd av 1,5 meter och väger ungefär 315 kg. Honor är med en kroppslängd av cirka 2,0 meter, en mankhöjd av 1,3 meter och en genomsnittlig vikt av 225 kg tydlig mindre. Ungar är vid födelsen cirka 16 kg tunga. Nära Stilla havet i nordvästra USA lever ännu större populationer med en vikt av 270 kg för honor samt av 405 kg för hanar. Däremot är populationen i centrala Kalifornien lättare. Honor väger där cirka 135 kg och hanar ungefär 180 kg.
Vapitin har på ovansidan en rödbrun päls som bleknar något under vintern. På buken är pälsen ljusare till ljusbrun. Däremot har halsen och benen hos flera individer en mörkare färg än ryggen.
Som hos de flesta hjortdjuren (undantag ren) är det bara hanar som bär horn av benvävnad under delar av året. Hornen växer under våren och sommaren och de är i början täckt av basthud. Under september är hornen fast och full utvecklade, huden har skrapats bort. Hornen kan väga upp till 18 kg men de största hornen bärs inte av de tyngsta hanarna (populationen vid Stilla havet). Efter brunsten kastas hornen av.

## Utbredning  och underarter
På grund av de olika uppfattningarna angående antalet arter i släktet Cervus förekommer även olika åsikter om de olika populationerna som ska ingå i taxonet canadensis. Artikeln följer indelningen som framhävs av två genetiska studier från 2002 och 2004, där wapitihorten godkänns som art, men den betecknas där som "Eastern Red Deer".

### Nordamerika
I studierna sammanfattas alla nordamerikanska populationer i underarten C. c. canadensis. Utbredningsområdet är på kontinenten uppdelad i flera från varandra skilda populationer. Den största populationen lever i Klippiga bergen och i angränsande bergstrakter från British Columbia och Alberta i Kanada till Arizona och New Mexico i USA. Den andra stora populationen hittas i delstaterna Washington, Oregon och norra Kalifornien (alla USA) samt i sydvästra British Columbia vid Stilla havet. Enligt en annan indelning utgör populationen en självständig underart (Cervus canadensis roosvelti). Sedan förekommer flera mindre och glest fördelade populationer i andra delar av Kanada, i centrala Kalifornien och Nevada, mellan Klippiga bergen och Mississippifloden samt i norra delen av delstaten Michigan. Några av dessa populationer klassificeras i andra avhandlingar som underarter.
Ursprungligen förekom vapitin i hela Nordamerika inklusive norra Mexiko med vissa undantag. Den saknades bara i de torraste öknarna, i mycket fuktiga skogar och i tundran.

### Asien
I Asien förekommer wapitihjortar i södra Sibirien och i bergsregioner kring Bajkalsjön som Sajanbergen samt i Altaj, Tianshan, i delar av Mongoliet och regionen kring Amurfloden. Dessa populationer räknas i de ovan nämnda studierna till underarterna C. c. sibiricus och C. c. songaricus men avgränsningen mellan dem är inte helt utredd. Gränsen mot kronhjorten bildas enligt studierna av Tarimbäckenet i västra Kina men populationerna som lever där utgör möjligen en självständig art. Dessutom finns populationer i östra Tibet och Himalaya samt centrala Kina. Även här finns olika uppfattningar om de ska listas som underarter eller om de utgör självständiga arter.
Bredvid vapiti (eastern red deer) lever en annan art från släktet Cervus i östra Asien och där främst i Japan, sikahjort (Cervus nippon).

### Som introducerad art
Den amerikanska presidenten Theodore Roosevelt överlämnade flera vapitier som gåva till Nya Zeeland där de blev införda i sydvästra delen av Sydön. Flera av dessa individer parade sig med kronhjortar som tidigare introducerats av engelsmännen, varför där fortfarande finns många hybrider. Ett flertal individer lever i inhägnader och det var tänkt att släppa dem fria med jämna mellanrum. Projektet förbjöds av Nya Zeelands regering som ansåg att främmande djur inte var önskvärt.
Två vapitier utplanterades 1876 på Skeppsta i Södermanland av Oscar Dickson. Hjortarna förökade sig, men blev genom tjuvjakt snart dödade, och försvann redan på 1880-talet.

## Ekologi
Honor av vapiti lever i grupper som leds av en äldre hona som fortfarande kan para sig. Ofta ingår svaga eller unga hannar i gruppen. Flocken stannar vanligen i samma område men vandrar vidare när platsen bedöms som disharmonisk. Kort före parningstiden lever de flesta vapitier i stora flockar medan äldre hannar lever ensam eller tillsammans med en yngre individ. Vid parningstiden splittras flockarna och hannarna vandrar långa sträckor till sina parningsplatser. Där uppkommer strider mellan dominanta hannar och yngre rivaler. Vissa hannar får mycket starka sår och avlider efter striden.
Dräktigheten varar i cirka 260 dagar. Det föds bara en kalv åt gången som i början väger ungefär 15 kilogram och har en prickig päls. Dessa prickar försvinner efter cirka tre månader. Efter ett halvt år slutar honan att ge di. Individer i fångenskap blir upp till 25 år gamla. I naturen dör de vanligen innan de är 15 år gamla. Hannar dör oftast tidigare på grund av striderna och då de blir jagade.
Vapitins föda utgörs huvudsakligen av gräs men den äter även andra saker. Under sommaren äter den dessutom unga blad, rotfrukter, ekollon, nöt av kastanj, vildfrukter samt unga skott av barrträd. Under vintern ingår mossa och lav i födan.

## Vapiti och människan

### Status och hot
Tidigare hade arten ett mycket större utbredningsområde i Nordamerika, särskilt vid Klippiga bergen var den mycket vanlig. Populationen öster om Mississippifloden räknades till underarten C. c. canadensis och efter att underarten blev utrotad flyttades individer från Nordamerikas västra delar ditåt. Idag uppskattas att populationen i Nordamerika utgör en tiondel av den ursprungliga populationen som troligen var 10 miljoner individer. Liksom hos andra nordamerikanska vilddjur var populationen lägst omkring 1900. Efter inrättning av jaktkontroller har arten återhämtad sig. 1989 antogs att 782 500 individer lever i Nordamerika. Av dessa förekommer cirka 72 000 i Kanada och alla övriga i USA. Ungefär 20 000 individer lever i inhägnader för att deras kött eller horn ska utnyttjas. Även utbredningsområdet i Asien har minskat.[källa behövs]

### Namn
Nordamerikas urinvånare kallar dem wapiti (vilket betyder "vit bakdel" på shawnee) medan engelska nybyggare använde sig av namnet elk, vilket är namnet på älg i England.